# Ciclo de vida del producto
El ciclo de vida del producto (a veces, abreviado como CVP) es la evolución de las ventas de un artículo durante el tiempo que permanece en el mercado. El concepto de «ciclo de vida de un producto» es una herramienta de mercadotecnia o márquetin. Las condiciones bajo las que un producto se vende cambian a lo largo del tiempo; así, las ventas varían y las estrategias de precio, distribución o promoción (variables de la mezcla de Marketing) deben ajustarse teniendo en cuenta el momento o fase del ciclo de vida en que se encuentra el producto.

## Etapas del ciclo cuando los beneficios se reducen
Normalmente ante una situación de esta naturaleza, se puede optar entre las siguientes alternativas:
1 Eliminar el producto.
2 Descontinuar gradualmente su producción.
3 Revitalizarlo, a través de alguna modificación.
El CVP tiene su fundamento teórico o razón de ser en la «teoría de difusión de innovaciones».

## Gestión del ciclo de vida
El ciclo de vida no es exactamente igual para todos los productos. Mientras que algunos tienen un lanzamiento durante un corto período, la mayoría de los productos de consumo se mantiene en la etapa de madurez durante años (por ejemplo, las galletas).
Las personas de marketing deben conocer la fase del ciclo en que se encuentran los productos para poder ajustar las políticas y estrategias del marketing mix a esa fase, ya que las estrategias van cambiando a medida que el producto pasa de una fase a otra.
- La publicidad, por ejemplo, debe ser informativa en la etapa de introducción, persuasiva en las etapas de crecimiento y madurez, y orientada a mantener el recuerdo en la etapa de declive.
- Los presupuestos para promoción tienden a ser mayores en las primeras etapas y van decayendo en las de madurez y declive.
- El precio suele ser elevado en las fases de introducción y crecimiento, pero en la madurez el precio debe ser competitivo para mantenerse en el mercado.
- La distribución es baja en la fase de introducción; más amplia en las fases de crecimiento y madurez, para volver disminuir en el declive.

## Prolongación del ciclo de vida del producto
Las compañías se esfuerzan por alargar la vida del producto todo lo posible. Esto se debe a que es mucho más barato mantener un producto en el mercado que retirarlo y lanzar otro nuevo.
Los responsables de marketing han diseñado diferentes técnicas para evitar o retrasar la etapa de declive del producto. Entre las estrategias que utilizan los productores se encuentran las siguientes:

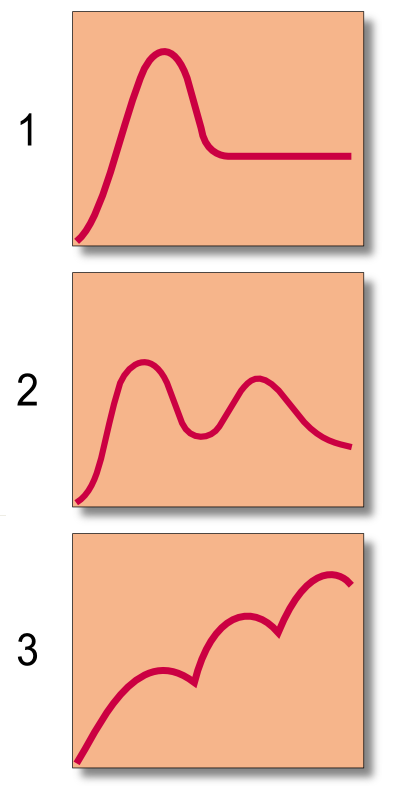
Tres patrones de prolongación del ciclo de vida del producto: 1. Madurez larga y estable. 2. Actualización. 3. Relanzamiento.

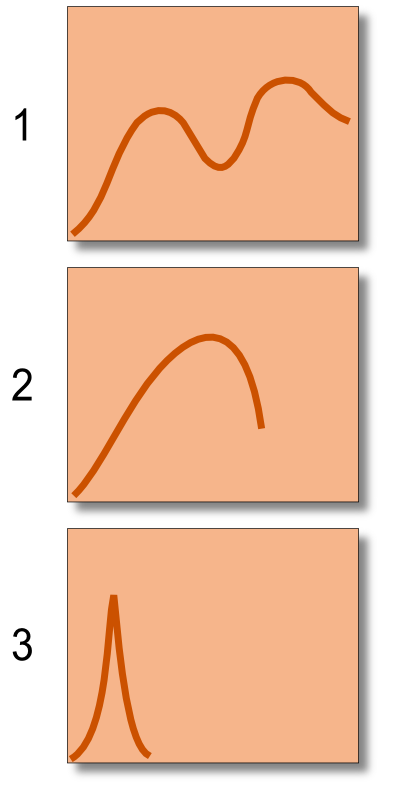
Tres ejemplos particulares del ciclo de vida del producto: 1. Cambio de tendencia o estilo. 2. Moda. 3. Novedad efímera.

### Relanzamiento
- Rediseño, o cambio mayor de un producto, por ejemplo, las diferencias que presenta Volkswagen Jetta en sus diferentes generaciones: Jetta I (1979-1984), Jetta II (1985-1991), Jetta III (1992-1999), Jetta IV (1999-2005.5), Jetta V (2005.5-2011), Jetta VI (2011-2018) y Jetta VII (2019-presente).
- Cambio de fórmula.
- Cambio de características.
- Notable mejora de la calidad.
- Importantes y nuevas ventajas competitivas.

El relanzamiento tiene efectos duraderos; se trata «casi» de un nuevo producto en el mercado; por eso, supone un alto riesgo y costes elevados. 
En la industria del automóvil, se utiliza con éxito generalizado esta fórmula de diseñar un relanzamiento o una "generación" mayor aproximadamente cada seis o siete años, complementado por actualizaciones menores anuales. Sin embargo, algunas empresas han tenido serios problemas en su intento de relanzar un producto; por ejemplo, el cambio de fórmula que realizó Coca-Cola con la New Coke no fue aceptado por los consumidores y se vio obligada a dar marcha atrás a los pocos meses.

### Actualización
- Evolución de diseño del producto, por ejemplo, en la versión de ajustes menores anuales para un modelo automovilístico.
- Actualización del embalaje.
- Cambio de presentación.
- Cambio en el tamaño o la cantidad. Mayor oferta de tamaños.
- Mayor comodidad de uso.
- Ligeras modificaciones del producto: aroma, color, textura...

La actualización suele ocurrir en el período de un año o menos, o de un ciclo o menos; se trata de una variante del mismo producto y no representa una apuesta radical. 
Se trata de una técnica también utilizada continuamente por la industria del automóvil. Por ejemplo, la evolución gradual que, los años que no presentan cambios de generación, tienen regularmente modelos como el Golf de Volkswagen, el Ford Fiesta o el Seat Ibiza. Los efectos son menos duraderos que los de un relanzamiento, pero el coste y riesgo es menor.

### Prolongación de la fase de madurez
- Incrementar la frecuencia de compra de los clientes. La frecuencia de compra se puede aumentar de diversas maneras. Algunos champús publicitan que son tan suaves como para usarlos todos los días: cuanto mayor el uso, mayor el consumo y la compra.
- Promover nuevos hábitos de consumo:

1. Entre los que ya lo consumen. Por ejemplo, los esfuerzos que realizan algunos fabricantes de cacao soluble para que se consuma con leche fría en verano, llegando incluso a regalar objetos para batirlo pues se disuelve mejor. También los fabricantes de gaseosas invitan a probar el tinto de verano: vino con gaseosa.
2. Ampliando a otros segmentos de mercado. Por ejemplo, el champú Johnson para niños ofrece sus ventajas también a las mamás. O la campaña de 'Aprende de tus hijos' en la que los niños enseñaban a sus padres a tomar yogur Danone. Con el tiempo, un producto que era netamente infantil pasó a ser consumido por gente de cualquier edad.

### Mantener o generar una demanda residual en fase de declive
- Promocionar nichos de mercado.
- Descuentos
- Pequeñas innovaciones (más funciones)
- Redefinición del producto

## Evolución de mercado
La evolución del mercado es un proceso paralelo al ciclo de vida del producto. A medida que la categoría de producto madura, la industria atraviesa etapas que se reflejan en las etapas del ciclo de vida del producto:
1. Cristalización de mercado. La demanda latente de una categoría de un nuevo producto.
2. Expansión de mercado. Entran nuevas compañías en el mercado y cada vez son más los consumidores que conocen la categoría de producto.
3. Fragmentación de mercado. La industria se subdivide en nutridos grupos competitivos a medida que entran más compañías en el mercado.
4. Consolidación de mercado. Las compañías empiezan a abandonar el mercado debido a la dura competencia, la caída de los precios y la caída de los beneficios.
5. Terminación de mercado. Los consumidores dejan de pedir el producto y las empresas que lo producen dejan de tener ganancias por lo cual su producto ya no es rentable y tienen solo dos opciones, actualizar el producto o retirarlo del mercado.